# エンダイブ
エンダイブ（英: Endive 、学名：Cichorium endivia）は、東地中海沿岸原産とされるキク科キクニガナ属の野菜である。和名はキクヂシャ（「菊」＋レタスの和名「チシャ」による）。ニガチシャ、メリケンサラダという別名もある。同じキクニガナ属の多年生野菜チコリーと同様に独特の苦みがあるが、見かけはチコリーと違い非結球レタスに似ている。
特有のほのかな苦味が特徴。

## 名称
エンダイブは、フランス語では「シコレ」（chicorée）または「シコレ・アンディーヴ」（chicorée endive）とよばれ、園芸的には「エンダイブ」であるが、調理業界では「シコレ」が用いられることが多い。単に「アンディーヴ」（endive）というと普通はチコリーを指す。そのため「エンダイブ」は、別種のチコリー（チコリ）とまちがわれやすく紛らわしいため、呼称を巡っては混乱がみられる。アメリカ合衆国ではチコリーを誤って「エンダイブ」と呼ぶこともある。
チコリはフランス名で「アンディーブ」、和名で「キクニガナ」や「キクチシャ」とよばれる。チコリは多年草で、ベルギーや日本では根株を養生して軟白栽培し、葉が開く前の頭球状態を出荷して利用されることが多いため見分けはつけやすい。緑葉で軟白しないチコリは、エンダイブやレタスと同様に利用されることもある。

## 歴史
エンダイブの原産地は、地中海東部沿岸の地域といわれる。本種の野生型は、ヨーロッパの地中海東部沿岸地域から北アフリカ、西アジアに分布するCichorium divaricatumとされる。これは本種とかなり形態が異なるので、エンダイブとは別種と考えられ、エンダイブは C. divaricatum とチコリーの交雑種と考える研究者もいる。
人類との関わりは古く、古代エジプトでは食用、観賞用として栽培されていた。古代ローマの博物学者プリニウスの著書『博物誌』にも記述がある。ディオスコリデスやオウィディウスもエンダイブに言及している。ユダヤ教徒は過ぎ越しの祭（ペサッハ）で、苦草の一つとしてエンダイブを食べる。
しかし、エンダイブがイギリス、フランス、ドイツなどに入ったのはカルヴァン派の宗教改革が初まって間も無い16世紀半ば頃とされる。フランスでは当初は薬草として導入された。19世紀初頭には移民によってアメリカにも持ち込まれた。日本には江戸時代初期に入ってきたとみられ、貝原益軒の『大和本草』にも「紅毛萵苣」として記載されている。

## 品種
チコリーと同属の植物で、チコリーによく似ている。現在流通している品種は、大きく二つのタイプがある。一つは小葉が大きくて切れ込みが浅いエスカロール種（ヒロハキクチシャ）である。もう一つのタイプは、葉に深い切れ込みが入って細かく縮れている縮葉性（チヂミキクチシャ）で、日本でよく見掛けるのはこのタイプである。

## 栽培
栽培期間は種まきから収穫までおよそ4 - 5か月ほどかかり、露地栽培では、春まきで晩夏に収穫する栽培法と、夏まきで晩秋から初冬に収穫する方法がある。施設で保温栽培するのであれば、秋に種をまいて春に収穫する作型もできる。気温20度前後の冷涼な気候を好む野菜であるが、耐寒性は弱く、降霜期になると生育が止まる。土壌の適応幅は広いほうであるが、酸性土壌を嫌う性質があり、有機質に富んだ砂壌土が最も栽培に適している。低湿地では排水をよくして栽培される。独特の苦みを和らげるため軟白して栽培されることもあり、株を包み込むように外葉を紐などで縛って、内葉を軟白する。
苗づくりは、育苗箱に種を筋まき（条まき）し、極薄く覆土する。発芽したら混み合っているところを間引きして、本葉2枚のときに育苗ポットへ植え替え、本葉4 - 5枚の苗に仕上げる。畑はキク科野菜を数年作っていない場所を選び、植え付けの20日以上前に石灰をまいて耕しておき、2週間前に元肥をすき込んで畝をつくる。苗を35 cmほどの間隔で畝に植え付け、畑の表土が乾いてきたら水やりを怠らないようにする。成育中は追肥を行い、はじめは株の周囲に、2回目は畝の両側に与えておく。株が大きく育ってきたら、利用する計画により遮光したり、外葉を紐でしばって内部に日が当たらないように軟白化栽培を始める。軟白化栽培の期間は、秋がおよそ15 - 20日、冬は30日くらいである。

## 野菜としての利用
緑の葉または軟白栽培した黄白色の葉を、生（サラダ）または加熱調理して食べる。生産量はフランスとベルギーで多い。
日本国内で流通しているエンダイブはほぼ国内産であり、主な産地は千葉、長野県である。初夏に青い花を咲かせるため、家庭園芸用として栽培されることもある。また、水耕栽培に適した野菜の一つとされ、植物工場でも栽培されている。
野菜としての主な旬は、10月〜3月とされる。葉先が瑞々しく、細かく縮れているものが市場価値の高い良品とされる。内側の葉はやわらかく、一般的にサラダや肉料理の付け合わせ、おひたしなどに使われるが、外側の葉はややかたいことから、炒め物や漬物などに向いている。
可食部100グラム (g) あたりの熱量は15キロカロリー (kcal) ほどで、抗酸化作用があるβ-カロテンなどのビタミン類が多く、カルシウムや、余分な塩分を体外へ排出する作用があるカリウムなども豊富に含まれる。緑色が濃い外葉は、β-カロテンが多く含まれている。
味はチコリーとよく似ているため混同されることが多い。